# Uppsjö
Uppsjö (UppSjö) är en navalakademisk förening i Uppsala. 

## Ändamål
Verksamheten har en utpräglad umgängeskaraktär. Syftet är att främja kamratlig samvaro mellan medlemmarna och att underlätta kontakten med svenska marinen. Flottans sällskapstraditioner vårdas omsorgsfullt inom Uppsjö, bland annat hålls medlemsmiddagar regelbundet i föreningens gunrum.

## Organisation
Verksamheten bedrivs under överinseende av en inspector som är aktiv flaggman i marinen. För närvarande innehas ämbetet av konteramiral Thomas Engevall. Engevalls titel inom Uppsjö är Överinspector et Storamiral.
Föreningen leds av en flagg (i flottan benämning på sjögående stab) med en flaggkapten i spetsen. Sittande flaggkapten, Max Nyman, är den 22:e i ordningen.
Uppsjös högsta beslutande organ är höstens respektive vårens ordinarie gunrumssammanträde, vid vilka samtliga medlemmar har närvaro- och rösträtt. Flaggkapten utses exklusivt av sin företrädare medan övriga flaggmedlemmar väljs under vårens ordinarie gunrumssammanträde.

## Medlemmar
Föreningen vänder sig till sjö- och amfibiekårsofficerare som bedriver - eller har bedrivit - akademiska studier i Uppsala. De flesta medlemmarna är reservofficerare i marinen. Uppsjö väljer i särskilda fall in personer som inte uppfyller kriterierna för ett ordinarie medlemskap i föreningens "reserv". Uppsjös reserv utgörs till största delen av yrkesofficerare.
Uppsjö har idag ca 250 medlemmar, varav ett trettiotal är aktiva i den löpande verksamheten.

## Historik
Föreningen grundades 1968 av bland andra Mats Ericsson. Som grundare innehar han Uppsjös hederstitel flaggskeppare.
De första åren var endast sjöofficerare välkomna som medlemmar. 1976 införlivades föreningen UppKAst och sedan dess finns även amfibiekårsofficerare i rullorna.

## Tidigare befattningshavare

### Inspectorer emeriti
- Bengt Lundvall † (1970-1978)
- Bengt Rasin † (1978-1982)
- Carl-Fredrik Algernon † (1982-1987)
- Claes Tornberg (1987-1998)
- Bertil Björkman † (1998-2002)
- Göran Larsbrink (2002-2008)

### Flaggkaptener emeriti
- Mats Ericsson (benämns flaggskeppare i egenskap av föreningens grundare)
- Claes Nordenborg
- Carl Gustav Samuelsson
- Claes-Göran Velin
- Lars G Hallgren
- Jan O Rutqvist
- Håkan Jonsson †
- Peter Jeansson †
- Per Strömbäck
- Henrik Söderberg
- Mikael Brännvall
- Carl Alströmer
- Markus Derblom
- Per Oredsson
- David Ullman
- Jakob Hägglund
- Rickard Hellman
- Claes Lundgren
- Sebastian Sundberg
- Mats Burberg
- Petter Mattsson

## Övriga navalakademiska föreningar
- Sjölund
- Sjöholm
- Sjöborg
- Insjö